# بالابر غذا
بالابر غذا (به انگلیسی: The Dumb Waiter) نام نمایشنامه‌ای از هارولد پینتر است. 

## نمایش‌ن ازا
خستین بار  استر کلوپ نمایشی هامپستید در ۲۱ ژانویهٔ ۱۹۶۰، همراه اتاق به نمایش درآمد.

### شخصیت‌های نمایش:
- بن: یک قاتل کاملاً حرفه‌ای اجیر شده
- گاس: هم‌دست بازجوی او

## ترجمه اثر
- «بالابر غذا»، رضا دادویی، انتشارات سبزان
- «مستخدم ماشینی»، غلامرضا صراف، انتشارات اختران
- «پیشخدمت گنگ»، سارا خلیلی جهرمی، انتشارات آهنگ دیگر